# Heiko Fischer (Musiker)
Heiko Fischer (* 9. Juli 1982 in Hanau) ist ein deutscher (Jazz-)Gitarrist und Songwriter.

## Leben und Wirken
Fischer erhielt mit sieben Jahren Klavierunterricht; im zwölften Lebensjahr wechselte er zur Gitarre. 2000 nahm er am Kontaktstudiengang Popularmusik der Hochschule für Musik und Theater Hamburg teil. Nach Unterricht bei Johannes Wennrich und Sandra Hempel studierte er von 2006 bis 2009 bei Stephan Diez an der Hamburger Musikhochschule Jazz-Gitarre, um seine Studien dann bei Kurt Rosenwinkel am Jazz-Institut Berlin fortzusetzen. Außerdem absolvierte er 2010 im Rahmen eines Doppelstudiums sein Diplom in Teilchenphysik.
Mit der Pop-Rock-Band Stanfour, der er seit 2009 angehört, spielte er drei Alben ein; für deren Produktion Rise and Fall erhielt er 2010 eine Goldene Schallplatte. Mit seinem Heiko Fischer Quartett trat er unter anderem auf der Jazz Baltica, beim Hamburg Jazzopen und auf der Jazzahead auf. Aktuell arbeitet er im Fischer Spangenberg Quartett (Gateway), das er mit Christoph Spangenberg leitet. Er ist auch auf Alben von Zascha Moktan, Roger Cicero, Nils Gessinger, Kim Wilde und Max Mutzke zu hören und war 2014 mit der Indie-Band Wilhelm Tell Me auf Tournee. Songs, die er komponierte, wurden auch von Lena Meyer-Landrut und Charley Ann Schmutzler interpretiert. Seinen bislang einzigen Charterfolg als Autor (abseits seiner Bandprojekte) feierte Fischer im Jahr 2015 mit Welt hinter Glas für Max Mutzke.

## Preise und Auszeichnungen
2006 gewann Fischer mit seinem Quartett den Hamburger Landeswettbewerb Jugend jazzt.
Im November 2009 gewann das Heiko Fischer Quartett den mit 10.000 € dotierten bilateralen Jazz-Nachwuchswettbewerb Jazzprix in Straubingen in Deutschland und Nove Hrady in Tschechien. 2011 wurde ihm für sein Album Lucid der ECHO Jazz in der Kategorie „Instrumentalist des Jahres national - Gitarre“ verliehen.

## Diskographische Hinweise
- General Relativity mit Lars Duppler, Giorgi Kiknadze und Conrad Ullrich (What We Call Records, 2017)